# Mikko Heiniö
Mikko Kyösti Heiniö (18 mei 1948) is een Fins componist en musicoloog.
Heiniö kreeg zijn muzikale opleiding van Joonas Kokkonen in Finland en Witold Szalonek in Berlijn. Hij studeerde tevens piano. Hij studeerde in 1977 af aan de Sibeliusacademie. In 1984 studeerde hij af in musicologie aan de Universiteit van Helsinki. Hij kon vrijwel direct aan de slag als professor musicologie aan de Universiteit van Turku (1986), werd voorzitter van de Vereniging van Finse componisten in 1992 en was huiscomponist van het Turku Philharmonisch Orkest in 1997.
Zijn composities bestrijken het gehele vlak van de klassieke muziek, van opera tot pianoconcerten en kamermuziek. Daarbij probeerde hij toch vooral melodieus te blijven. Hij waagde zich pas laat aan het genre opera, doch deze hadden (in eigen land) direct succes.
Naast muziek verschenen van hem ook talloze publicaties, met name over de Finse klassieke muziek uit de 20e eeuw. Hij deed dat op eigen naam, dan wel schreef hij met collega-componisten verhandelingen en/of boeken. Voor een van die boeken ontving hij de Finlandiaprijs.

## Oeuvre
Composities voor 1972 worden nergens genoemd. Ook de pianoconcerten nrs. 1 en 2 missen:
- 1972: compositie 10: Vier nachtliederen voor bariton of contra-alt met piano of orkest
- 1974: compositie 16: Suite voor dwarsfluit en twee gitaren
- 1975: compositie 17: Concerto grosso voor klavecimbel en strijkorkest
- 1975: compositie 18: Lindgreniana voor hobo
- 1976: compositie 19: Trio voor hobo, fagot en klavecimbel
- 1976: compositie 20: Drie gebeden voor bariton en piano
- 1976: compositie 21: Suite voor fagot
- 1976: compositie 23: Tredicia voor strijkorkest
- 1977: compositie 25: Halllieder voor sopraan en piano
- 1977: compositie 27: Akasa voor zes trombones
- 1977: compositie 28: Drie Finse volksliedjes voor dubbel gemengd koor
- 1977: compositie 29?: Vier Finse volksliedjes
- 1978: compositie 30: Kinerva voor tenor en koor
- 1978: compositie 31: Notturno di fiordo  voor piccolo / dwarsfluit en harp
- 1978: compositie 32: Hoornconcert
- 1979: compositie 33: Brass Mass voor vier trompetten, vier trombones en eventueel een tuba;
- 1979: compositie 34: Duo voor viool en piano
- 1979: compositie 35: Deductions I voor piano
- 1979: compositie 36: Champignons a l’hermenetique  voor dwarsfluit en gitaar
- 1980: compositie 37: Het land dat er niet was  voor kinder- of vrouwenkoor en piano
- 1980: compositie 38: Schaduw van de toekomst voor sopraan, vier trompetten, vier trombones en tuba
- 1981: compositie 39: Pianoconcert nr. 3
- 1982: compositie 40: Concert voor orkest
- 1982: compositie 40b: Drone; het derde deel van een Concert voor orkest
- 1982: compositie 41: Minimba I voor drie of vier gitaren
- 1982: compositie 42: Drie herhalende dromen voor piano
- 1983: compositie 43: Vuelo de Alambre voor sopraan en orkest
- 1984: compositie 44: In spe voor cello en piano
- 1985: compositie 45: Continentcantate voor sopraan, bariton, gemengd koor en orkest
- 1985: compositie 46: In de lichte nacht voor mannenkoor
- 1985: compositie 48: Gedurende de avond (Genom kvällen); pianoconcert nr. 4
- 1986: compositie 47?: In slaap voor piano
- 1987: compositie 49: Possible words, een symfonie
- 1988: compositie 50: Minimba II voor mannenkoor
- 1988: compositie 51: Pianotrio
- 1988: compositie 52: In G voor cello en piano
- 1989: compositie 53: Pianoconcert nr. 5
- 1989: Aurora; Fanfare voor koperblazers
- 1990: compositie 54: Wintertime voor vibrafoon of marimba en harp
- 1991: compositie 55: Ritornelli voor piano
- 1991: compositie 56: Wind beelden voor synthesizer, orkest en gemengd koor
- 1992: compositie 57; Luceat voor gemengd koor
- 1992: compositie 58: Dall ‘ombra all’ ombra; concert voor synthesizer en orkest
- 1993: compositie 59: Pianokwintet
- 1993: compositie 60; Skålbordun voor gemengd koor
- 1994: compositie 61: Hermes, pianoconcert nr. 6; ballet
- 1995: compositie 62: Trias voor strijkorkest
- 1995: compositie 63: Non-stop voor gemengd koor
- 1996: compositie 64: Minne voor strijkorkest
- 1996: compositie 65: Feestmars voor rustige mensen
- 1997: compositie 66: Symfonie nr. 2
- 1998: compositie 67: Relay voor viool en cello
- 1998: compositie 68: On the rocks voor piano, celesta en strijkers
- 1998: compositie 69?: 7 februari 1949; een werk voor klarinet, cello en piano
- 1999: compositie 71: Espresso voor viool, cello en piano
- 2000: compositie 70: De ridder en de draak (eerste opera)
- 2000: compositie 72: Sextet voor bariton, dwarsfluit, klarinet, viool, cello en piano
- 2000: compositie 73: Treno della notte voor klarinet, cello en piano
- 2001: compositie 74: Khora (ballet); pianoconcert 7 voor percussie en piano
- 2002: compositie 75: Turku-express
- 2002: compositie 76: Envelop
- 2003: compositie 77: Tomumieli voor mannenkoor en twee djembes
- 2003: compositie 78: Drie ochtend liedjes
- 2005: compositie 79: Het uur van de slang (tweede opera)
- 2005: compositie 80: De lentedroom van de bisschop voor 5 zangstemmen (5 of 15 zangers)
- 2005: compositie 81: Sonata di Chiesa voor koperblazers, celesta en percussie
- 2005: professori Lars Huldénin aika-aaria voor zangstem en piano
- 2006: compositie 82: Café au lait voor dwarsfluit, klarinet, viool, cello en piano
- 2006: compositie 83: Canzona voor strijktrio
- 2006: compositie 84: Pianokwartet
- 2007: compositie 85: Vioolconcert Al madre
- 2007: compositie 86: In de hoge hemel voor orgel
- 2009: Maanconcert pianoconcert 8 voor mezzosopraan, piano en orkest; eerste uitvoering 31 augustus 2009;
- 2011: Koning Erik XIV en Karin Månsdotter, een operaopdracht voor Turku; Europese Cultuurhoofdstad 2011